# Lopătar cu ciocul galben
Lopătarul cu ciocul galben (Platalea flavipes) este o pasăre de mal cu picioare lungi din familia lopătarilor și ibișilor, Threskiornithidae. Este originară din Australia și indivizi răzleți apar în Noua Zeelandă, Insula Lord Howe și Insula Norfolk.

## Galerie

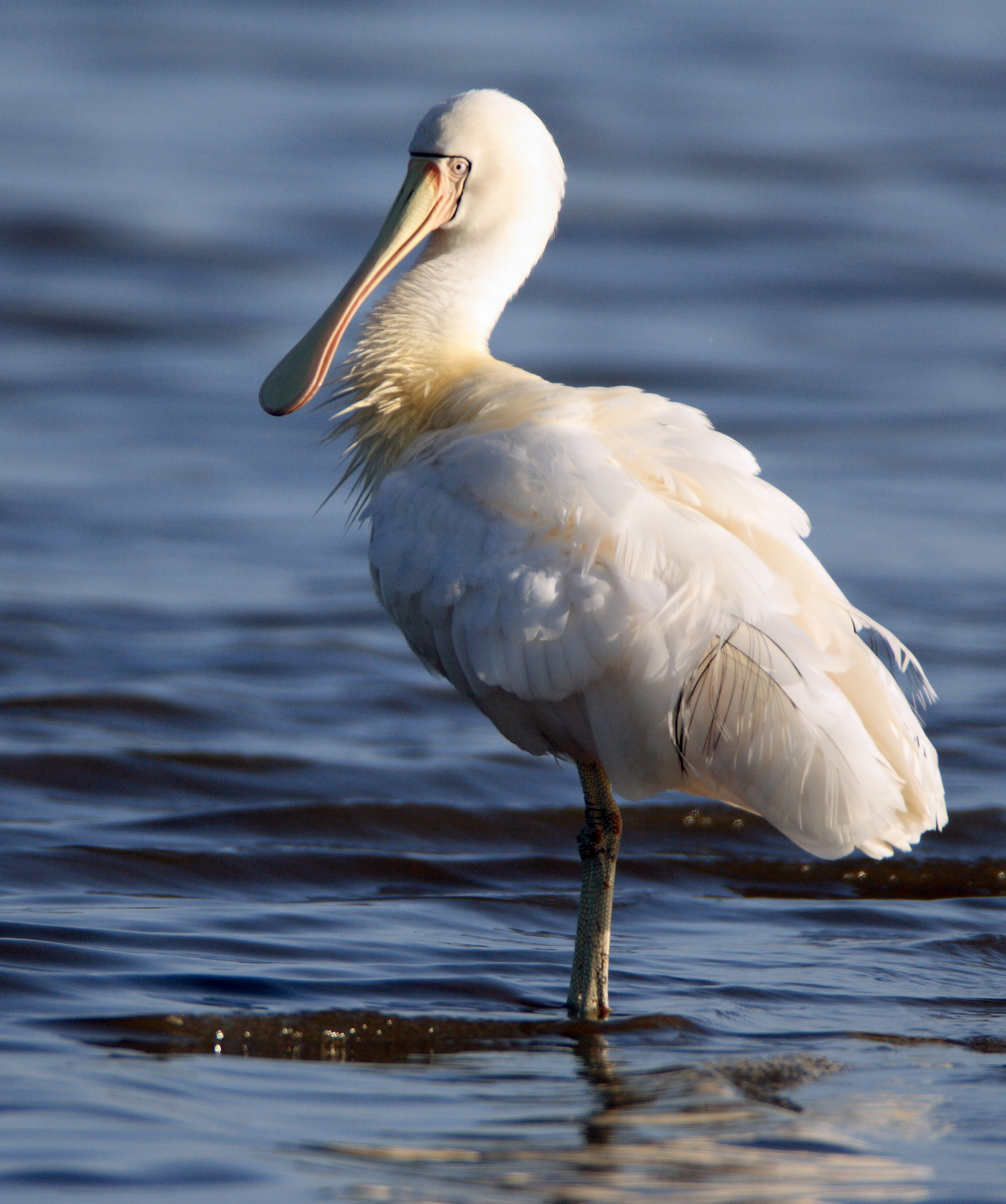
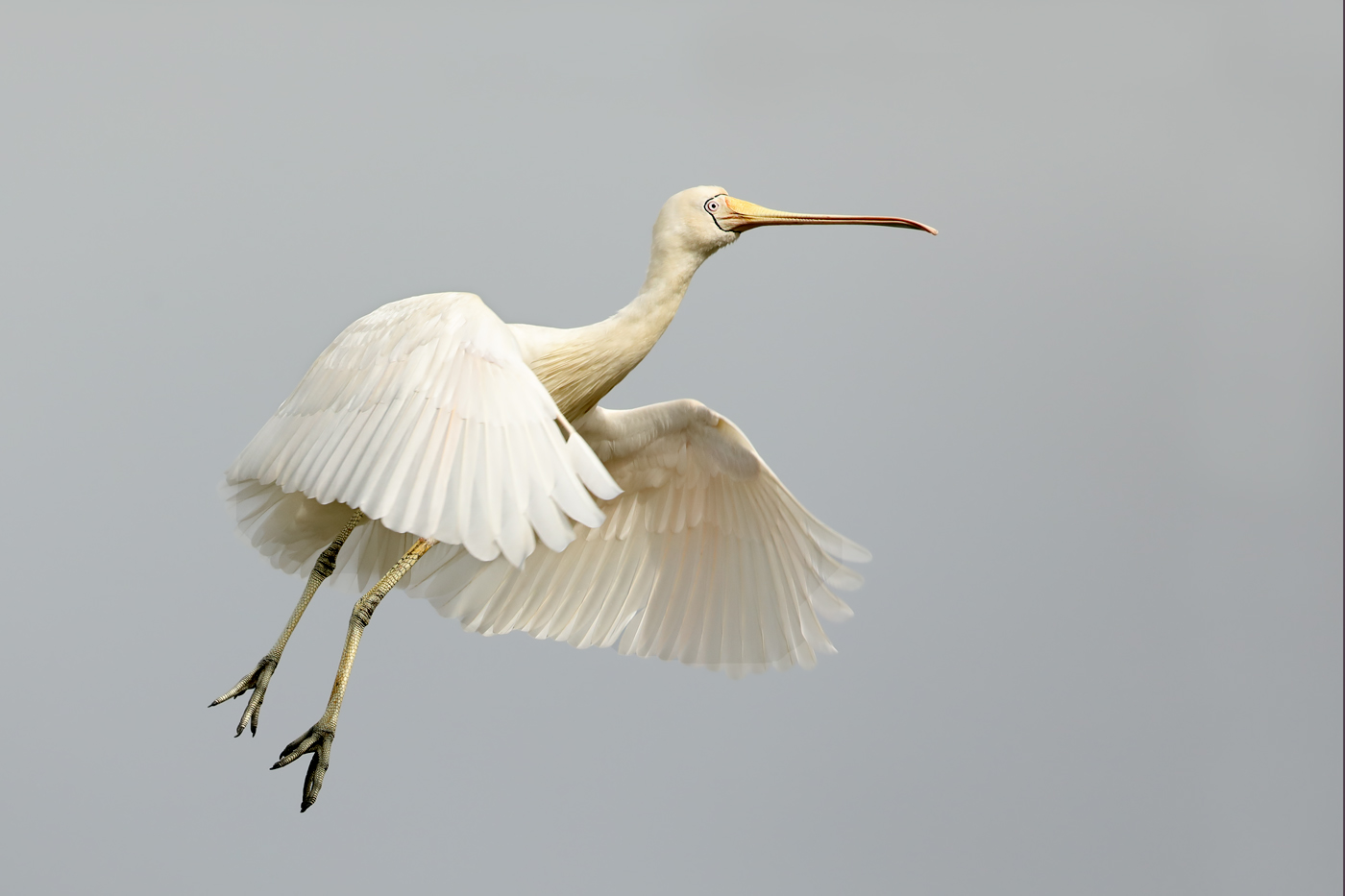
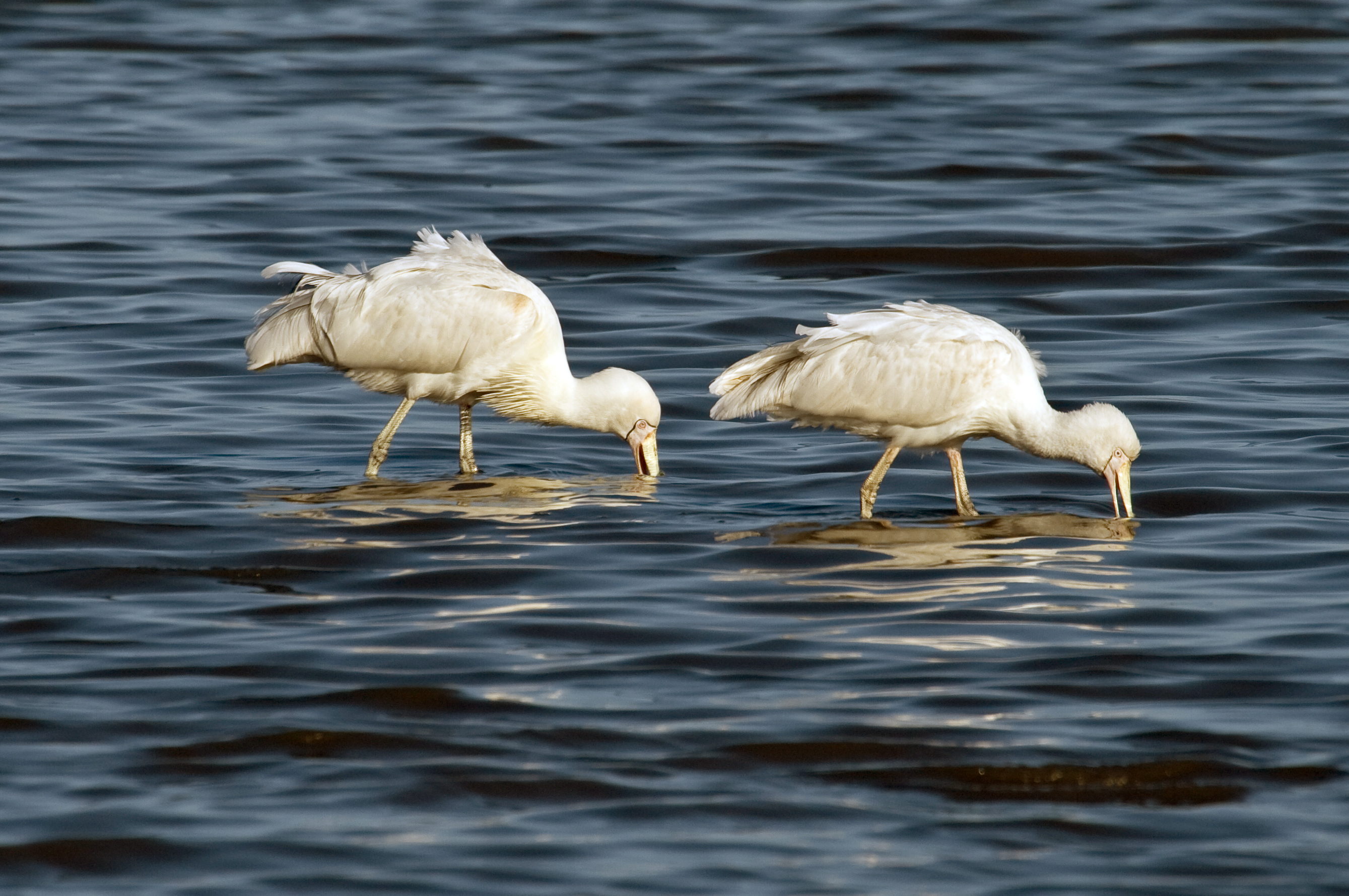

## Taxonomie
Ornitologul englez John Gould a descris pentru prima dată lopătarul cu ciocul galben, numindu-l Platalea flavipes deși a remarcat distinctivitatea sa față de ceilalți membri ai genului. Bonaparte l-a plasat în genul Platibis în 1856, iar Gould a urmat această clasificare în lucrările sale ulterioare. El a observat că specia a apărut în număr mare în New South Wales în 1839, în special în nordul dintre râurile Hunter și Namoi. Anul fusese umed, spre deosebire de seceta din anii precedenți.
Un studiu din 2010 al ADN-ului mitocondrial al lopătarilor, realizat de Chesser și colegi, a constatat că lopătarul cu ciocul galben și lopătarul roz sunt înrudiți apropiat, cei doi fiind descendenți dintr-o ramură timpurie de la strămoșii celorlalte patru specii de lopătari.  Ei au apreciat că dovezile genetice arată că este la fel de valabil să se considere că toate cele șase specii de lopătari ar trebui clasificate în genul Platalea sau, cele plasate în genurile monotipice Platibis și respectiv Ajaia. Totuși, întrucât cele șase specii erau atât de asemănătoare din punct de vedere morfologic, păstrarea lor în cadrul genului a avut mai mult sens.

## Descriere

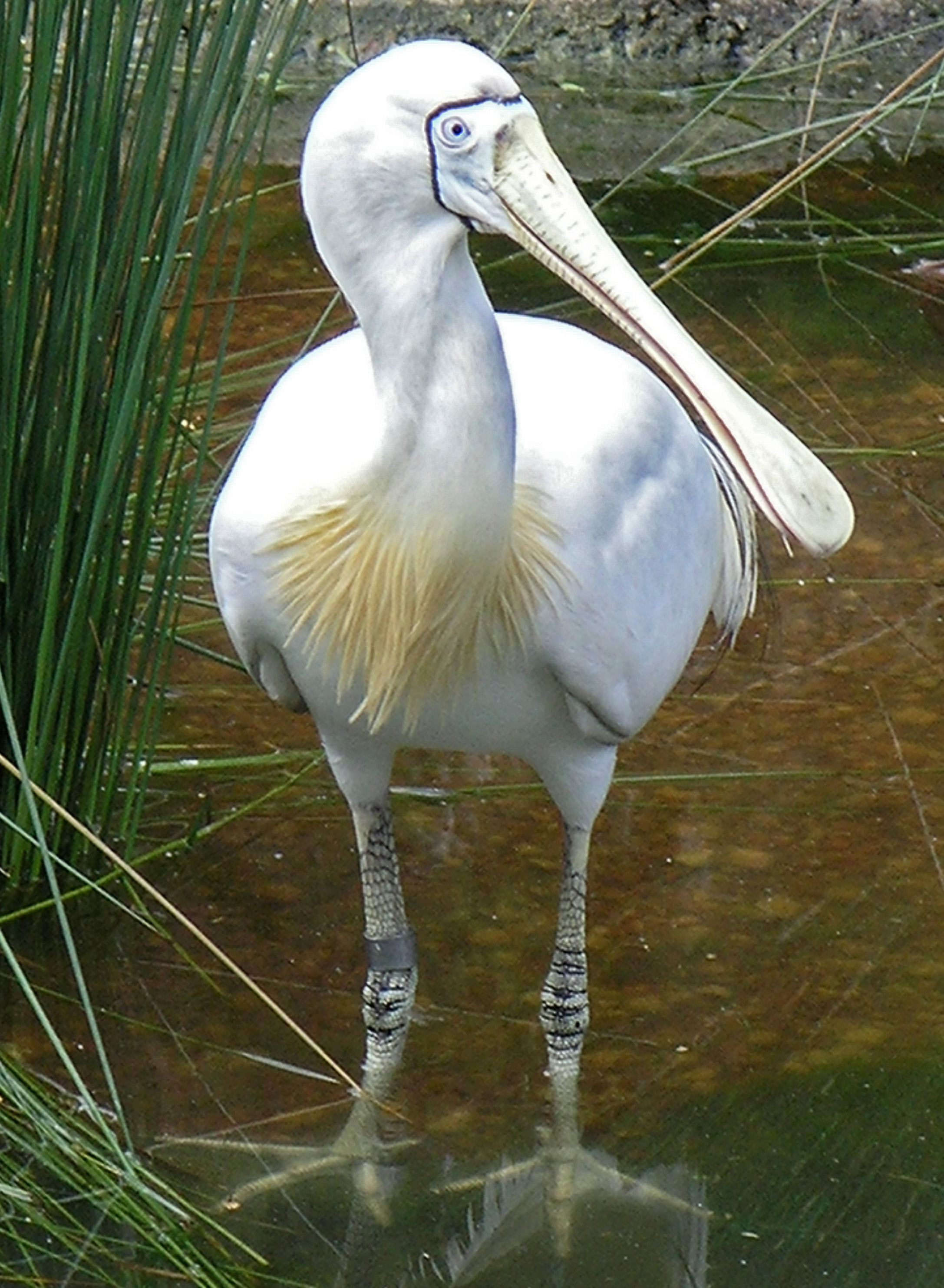
Platalea flavipes

Măsurând aproximativ 90 cm înălțime, lopătarul cu ciocul galben are tot penajul alb. Ciocul lung în formă de lopată, fața fără pene, picioarele și labele picioarelor sunt toate galbene, în timp ce irisul este galben pal. Sexele sunt similare ca penaj și colorare. În sezonul de reproducere, fața este acoperită cu negru, pe piept se dezvoltă pene lungi, iar aripile au vârfuri negre.
Ciocul lopătarului cu ciocul galben este mai îngust și funcționează mai mult ca o pensă decât ciocul mai lat la capăt al lopătarului regal, care acționează ca o pereche de clești. La fel ca toți membrii familiei ibișilor și lopătarilor, zboară întotdeauna cu capul întins.

## Reproducere
Lopătarul cu ciocul galben cuibărește o dată sau de două ori pe an, în general când apa este abundentă. Sezonul de reproducere variază: este de obicei martie-mai după sezonul umed din nordul Australiei și iarna-primăvara (august-octombrie) în zonele mai temperate. Cuibul este o platformă construită din bețe; are un centru scobit și poate fi situat pe ramurile unui copac, a cărui bază este adesea scufundată în apă. Paturile de stuf sunt un alt loc pentru cuib. Femela depune două până la patru ouă de un alb mat cu dimensiuni de 68 x 45 mm. Cuiburile sunt adesea situate în colonii, cu alte specii precum lopătarul regal, ibisul alb australian, ibisul cu gât alb, precum și cu stârcii, egretele sau cormoranii.